# Johann Carl Knauth
Johann Carl Knauth (* 20. Mai 1800 in Hamburg; † 8. Dezember 1876 ebenda) war ein deutscher Anwalt und Gründer der ältesten „bis heute bestehenden Sozietät Hamburgs und eine der ältesten Sozietäten Deutschlands“, der Esche Schümann Commichau.:64 Er galt bei seinen Zeitgenossen als „Autorität in Handelsrechtssachen“.

## Leben

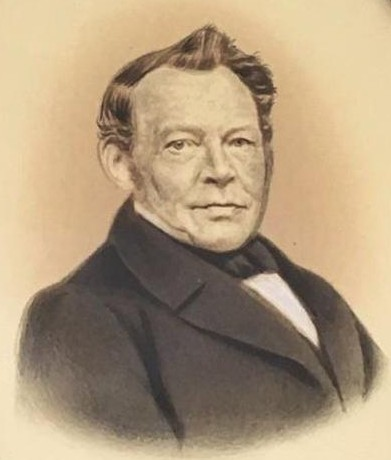
Johann Carl Knauth

Der Sohn eines Pastors aus Hamburg-Kirchwerder in den Vierlanden und der Tochter eines Senators, Dorothea geborene von Spreckelsen, besuchte die 1529 von Johannes Bugenhagen begründete Gelehrtenschule des Johanneums und studierte in Göttingen Rechtswissenschaft. Gerade 22-jährig legte er den Bürgereid vor dem Hamburger Rat ab und erhielt am 21. Juni 1822 die Zulassung als Advokat in Hamburg. In der seit 1816 geführten Hamburger Advokatenmatrikel wurde er unter der Nummer 84 geführt.:21 Ab 1859 wurde er vom Hamburger Senat in das erstmals getrennte und selbständige Obergericht gewählt und war fortan als Richter tätig.
Knauth wurde am 11. Mai 1842 in das fünfköpfige Hamburger Komité der Advokaten gewählt (u. a. neben Johann Friedrich Voigt). Er war Mitglied des 1846 gegründeten Vereins Hamburgische Juristen und führendes Mitglied des 1848 gegründeten Patriotischen Vereins. Letzterer richtete auf Antrag Knauths am 18. Januar 1849 eine Adresse an die Reichsversammlung, „in welcher der Verein seine Ueberzeugung hinsichtlich der deutschen Einheitsfrage dahin ausspricht, »daß unter allen für die Verfassung des Gesammtvaterlandes in Anregung gebrachten Formen das konstitutionelle Kaiserthum allein geeignet erscheint, Deutschlands Freiheit, Einheit und Macht zu begründen. Soll aber die Freiheit, Einheit und Macht dauernd begründet seyn, so muß dem Hause Hohenzollern die erbliche Kaiserwürde übertragen werden.«“
Am 3. Januar 1856 erreichte er die Freilassung seines Mandanten Julius Campe, der zuvor in Haft genommen worden war aufgrund seiner Weigerung, als Zeuge bei der königlich preußischen Staatsanwaltschaft in Berlin auszusagen. Knauth wurde wegen der „ungebührlichen Schreibart“ seines Antrags zu einer Geldstrafe von 25 Thlr. verurteilt.
Im Jahre 1867 war er Obergerichtsrat. Als um 1869/70 an Bord des Schiffes Leibnitz zahlreiche Todesfälle auftraten, kam es zu persönlichen Angriffen auf den Eigner Robert Miles Sloman und einem Verfahren vor dem Hamburger Obergericht. Johann Carl Knauth war einer der Richter, die Sloman von allen Vorwürfen freisprachen; sie stellten fest, dass „die an Bord der ‚Leibnitz‘ stattgehabte große Sterblichkeit Folge von Cholera und nicht eine durch mangelhafte Räumlichkeiten, schlechte Verproviantirung oder Behandlung der Passagiere [...] gewesen ist“.

## Leistungen

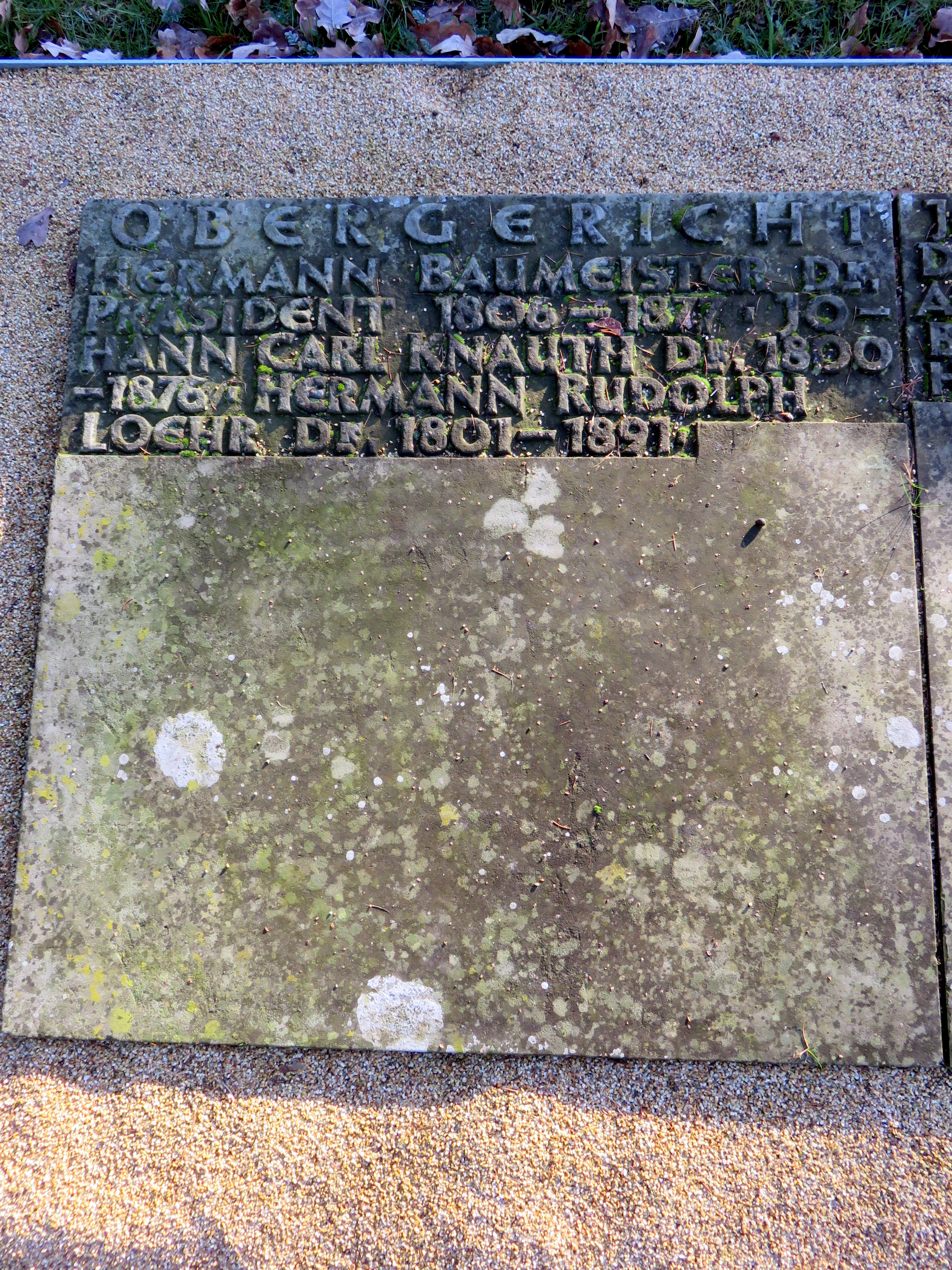
„Johann Carl Knauth Dr.“, Friedhof Ohlsdorf

Knauth gründete die Anwaltskanzlei „Knauth“, die heute unter dem Namen Esche Schümann Commichau fortbesteht und als „die älteste bis heute bestehende Sozietät Hamburgs und eine der ältesten Sozietäten Deutschlands“ gilt.:64 Zu seinen späteren Sozien gehören berühmte Hamburger Rechtsanwälte, die später als Bürgermeister Johann Heinrich Burchard und Richter Johann Friedrich Voigt und Ernst Friedrich Sieveking, der auch Senator gewesen war, bekannt wurden. Im Rahmen seiner späteren 20-jährigen Tätigkeit als Obergerichtsrat war er unter anderem in der Kommission zur Beratung über die Einführung des Allgemeinen Deutschen Handelsgesetzbuchs. In der Zeit von 1859 bis 1874 gehörte er der Hamburger Bürgerschaft an.
Seine erfolgreiche Tätigkeit als Anwalt, insbesondere vor dem Handelsgericht, und sein politisches Wirken – gemeinsam mit Edgar Daniel Roß – in den Jahren um 1848 (Deutsche Revolution 1848/49) und in den Jahren der Hamburgischen Verfassungsreform von 1859 führte zu einer besonderen Ehrung: Er wurde als Medaillonbild in der Eingangshalle des Hamburger Rathauses verewigt.
An Johann Carl Knauth wird auf der Doppelsammelgrabplatte Obergericht des Althamburgischen Gedächtnisfriedhofs, Friedhof Ohlsdorf, erinnert.